# Roby Lakatos

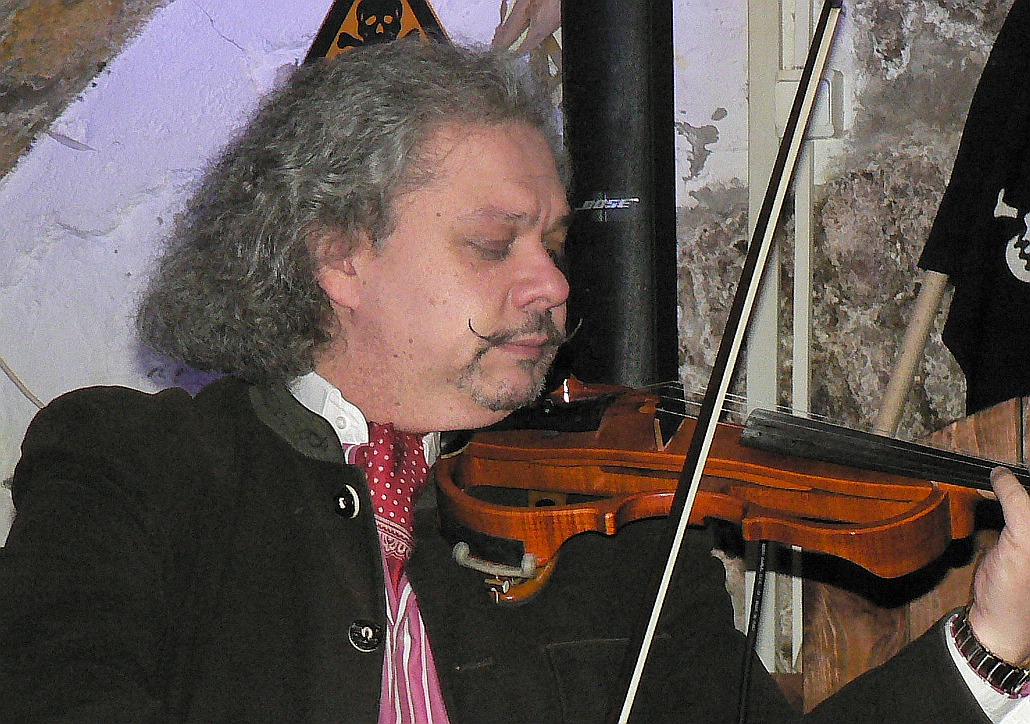
Roby Lakatos egy 2012-es fellépésén

Roby Lakatos, Lakatos Róbert (Budapest, 1965. augusztus 16. –) magyar hegedűvirtuóz; világzenész.
A híres cigány hegedűsök egyike, Bihari János egyenesági leszármazottja. Gyermekkorát a VI. kerületben töltötte.
Hatévesen a Dankó Pista emlékkoncerten a művész hegedűjével lépett fel. Tizenegy éves korában már Járóka Sándor zenekarában játszott. 1984-ben, első zenekarával Belgiumba szerződött. Tizenkét évig játszott Brüsszelben a Les Ateliers de la Grand Ile klubban. Ott alakult ki a klasszikus zene, a cigányzene és a jazz ötvözetéből álló saját stílusa.
Megismerkedett világhírű muzsikusokkal, mint Yehudi Menuhin, Stéphane Grappelli, Zubin Mehta, Esa-Pekka Salonen, Maxim Vengerov. Menuhin a  pártfogásába vette, mentorként segítette.
Amerikai és német szerződések nyomán utolérte a világhír.
Tündöklő előadói tehetsége virtuóz technikával párosul. A szaksajtó Paganinihez hasonlítja.

## Albumok
- 1991: In Gypsy Style
- 1998: Alouette König der Zigeunergeiger
- 1998: Lakatos
- 1999: Post Phrasing Lakatos Best
- 1999: Live from Budapest
- 2002: Kinoshita Meets Lakatos
- 2002: As Time Goes By
- 2004: The Legend of the Toad
- 2005: Firedance
- 2006: Klezmer Karma
- 2006: Rodrigo y Gabriela
- 2008: Roby Lakatos with Musical Friends
- 2008: Boleritza
- 2013: La Passion: Live at Sydney Opera House
- 2015: Antonio Vivaldi: The Four Seasons (Avanticlassic)
- 2017: Tribute to Stéphane & Django (mit Biréli Lagrène)

...
- 2023: Blue Chili
- 2023: Nothing Like a Ballad

## Kötetei
- Gipsy fusion;  riporter Bombera Krisztina; Trubadúr–Helikon, Bp., 2015 + CD

## Díjai
- A Magyar Érdemrend parancsnoki keresztje (2025)